# Bogya Róza
Bogya Róza; Bogyai, külföldön Rosa de Ruda (Erdély, 1835 – Berlin, 1919. október) opera-énekesnő (szoprán). Európa-szerte nagy sikerrel szerepelt. A Trubadúr magyarországi bemutatójának Azucenája (!).

## Élete
Catalano és Arlet tanítványa. 1854. március 6-án lépett fel először a Nemzeti Színházban, az operatagozat által legtöbbet játszott Verdi-opera, az Ernani Elvirájaként. Erről így írt a Pesti Napló: „A kisasszony rokonszenves s eléggé terjedelmes, szép és erős hanggal, jeles és ritka biztonságú intonációval, hangja érccel és magassággal bír, éneke jó iskolára, zeneképzettségre s manierja jó mesterre mutat.” Dicsérő kritikával halmozza el a Vasárnapi Újság is: „Jövendője nagy és követelései kicsinyek és azonfelül magyar.” Ugyanez év május 30-án szintén az Ernaniban lépett fel, mint az intézet szerződtetett tagja. Október 31-én volt a Trubadúr hazai premierje, ahol Azucenáját meglehetősen rosszul fogadták, hiszen szopránként nem tudta az altszerepet megfelelően megszólaltatni. Hamarosan megvált a pesti társulattól. „Valószínűleg ő is azok közé tartozott, akik Erkel gyakran balkezes személyi politikája miatt hagyták ott a Nemzeti Színházat. (Az ő távozását is gyakran vetik Erkel szemére a 60-as években.)”
Egy év múlva Bécsbe ment és Catalano tanárnál tovább képezte magát és a Gesellschaft der Musikfreunde termében több hangversenyen lépett fel. 1857-ben Piemontban, majd az aradi színházban működött, később Győrben is találjuk. 1858-ban Olaszország nagyobb városaiban művészi körútra indult és művészetét elismeréssel halmozták el. 1859. augusztus havában Párizsban a Szépművészetek Akadémiája és a Jeles Művészek Egylete tagjául választotta. 1860-ban Berlinben lépett fel (Victoria színház). 1863. június havában Londonban nagy tetszés mellett vendégszerepelt a Kristálypalotában, a Dinorában, ez alkalommal az Evening Standard nagy elismeréssel írt a magyar művésznőről. 1864-től Rosa de Ruda néven külföldön szerepelt. Színpadi pályája lezárulta után Berlinben volt elismert énektanár.

## Ismert szerepei
- Balfe, Michael William: A négy Haimonfi[3] – Hermine
- Vincenzo Bellini: A Capuletek és a Montague-k – Júlia
- Vincenzo Bellini: Norma – Adalgisa
- Gioachino Rossini: A sevillai borbély – Rosina
- Giuseppe Verdi: A két Foscari – Lucrezia Contarini
- Giuseppe Verdi: Ernani – Elvira
- Giuseppe Verdi: Macbeth – Lady Macbeth
- Giuseppe Verdi: A trubadúr – Azucena
- Giuseppe Verdi: La Traviata – Violetta Valéry